# Kisbér

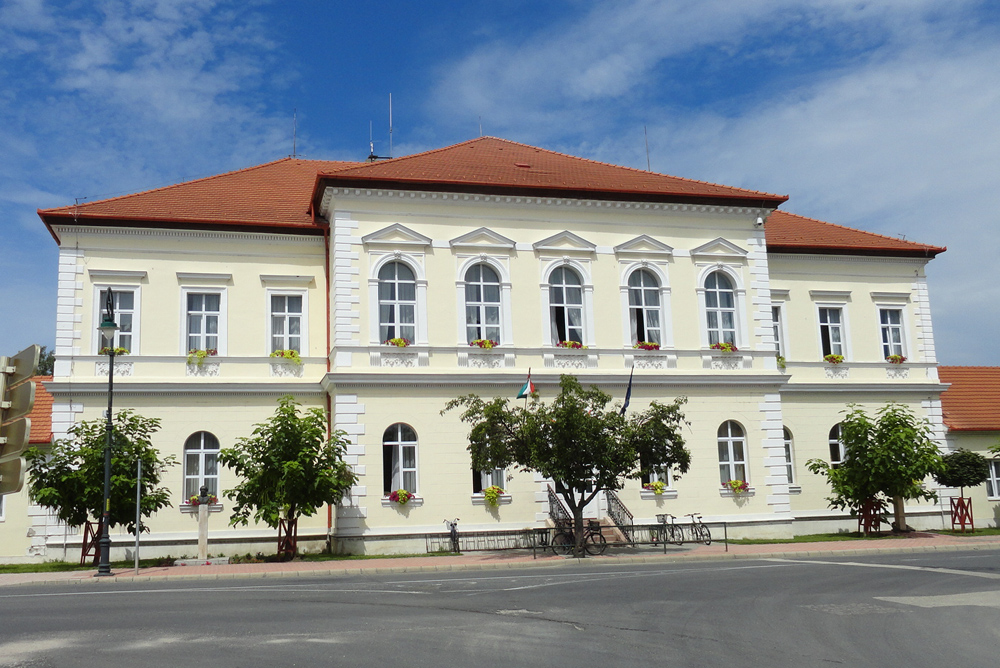
Stadshuset.

Kisbér är en mindre stad i provinsen Komárom-Esztergom i Ungern. Kisbér ligger i distriktet med samma namn och hade år 2019 totalt 5 359 invånare.